# Сухой матч (хоккей с шайбой)
В хоккее с шайбой «сухой матч», так же называемый шатаут (англ. shutout) или сухарь; в статистике обозначается обычно как СМ, СХ, И"0", в английской как SO), это матч, записываемый в статистику хоккейного вратаря, если он на протяжении всей игры успешно отражает все атаки команды соперника и не пропускает ни одной шайбы в свои ворота.
В национальной хоккейной лиге рекордсменом по числу шатаутов в регулярных сезонах является Мартин Бродёр, на счету которого 125 «сухих матчей». Среди российских вратарей — Евгений Набоков — 55 игр «на ноль».
Современный рекорд по количеству шатаутов за сезон равен 16. Рекорд был установлен в сезоне 2006/07 и принадлежит команде Коламбус Блю Джекетс.
В случае, если шатаут происходит при использовании нескольких вратарей, сухой матч записывается на счёт команды-победителя, однако ни один из вратарей не получает шатаут в свою личную статистику. Так происходило несколько раз в истории НХЛ, в том числе:
- В сезоне 1982/83 Вашингтон Кэпиталз и их вратари, Аль Йенсен и Пэт Риггин разделили шатаут.
- 8 декабря 2001: Анахайм Дакс выиграл 4:0 у Миннесоты Уайлд. В воротах Анахайма стоял Жан-Себастьян Жигер, а позже его сменил Стив Шилдс.
- 23 ноября 2006: Нэшвилл Предаторз выиграл 6:0 у Ванкувер Кэнакс. В воротах Нэшвила стоял Томаш Вокоун, который был заменён из-за полученной травмы на Криса Мэйсона.
- 12 декабря 2007: Оттава Сенаторз выиграл 6:0 у Каролины Харрикейнз. В воротах Оттавы сначала стоял Рэй Эмери, сделавший всего 1 сейв, после чего он был заменён на Мартина Гербера, сделавшего остальные 31 сейв.
- 1 декабря 2009: Торонто Мейпл Лифс выиграл 3:0 у Монреаль Канадиенс. В воротах Торонто стоял Йонас Густавсон, который покинул лёд после первого периода из-за проблем с сердцем. Его место занял Джой Макдональд, сыгравший последние два периода.
- 2 февраля 2011: Питтсбург Пингвинз выиграл 3:0 у Нью-Йорк Айлендерс. В начале игры в воротах Питтсбурга стоял Брент Джонсон, но он был удален за драку с вратарем «Островитян» Риком Дипьетро за 17 секунд до конца игры. Джонсон был заменён на Марка-Андре Флёри[5].